# (48681) Zeilinger
(48681) Zeilinger (1996 BZ) – planetoida z grupy pasa głównego asteroid okrążająca Słońce w ciągu 3,82 lat w średniej odległości 2,44 j.a. Odkryta 21 stycznia 1996 roku.